# Infinity Nado
Infinity Nado (Chino 战斗 王 之 飓风 战 魂 lit. Rey de batalla: huracán y alma de guerra) es una serie animada china producida por Alpha Culture Animation y que consta de 52 episodios emitidos desde 2012. Posteriormente se produjeron otras tres temporadas: 战斗王之飓风战魂2 y 战斗王之飓风战魂3 transmitidas en 2014 y 2015 con 40 episodios cada una, finalizando con 战斗王之飓风战魂5 de 26 episodios en 2018.
En Latinoamérica se transmitió su tercera temporada desde el 11 de diciembre de 2019 hasta el 23 de septiembre de 2020, manteniéndose con repeticiones cada miércoles por la mañana en Cartoon Network, mientras que su quinta temporada fue estrenada el 27 de noviembre de 2021 en formato de maratón.

## Trama

### Primera temporada
Los humanos han contaminado el cielo, el mar e incluso la tierra en la que viven. Un día, una gigantesca torre giroscópica similar a una cima cae del espacio, lo que termina destruyendo gran parte de la civilización de la Tierra, mientras que los sobrevivientes comienzan una vida dura alrededor de la torre, lo que le dará a este último un poder misterioso, el del Nado, de las peonzas particulares. Entonces los protagonistas comienzan a desafiarse entre sí, pero alguien trama en las sombras para usar los poderes del Nado con fines maliciosos.

### Segunda temporada
Después de que la gigantesca torre giroscópica ha regresado al espacio, la ciudad de Fenglun ha comenzado gradualmente a recuperar su prosperidad y vitalidad y, por lo tanto, la paz finalmente parece reinar. Los protagonistas han vuelto a vivir sus vidas anteriores, lo que los lleva a separarse por un tiempo, sin embargo, una reliquia lejos de la ciudad está cambiando y una poderosa fuerza élfica ha comenzado a asaltar el lugar realizando lluvias torrenciales, trayendo otros desastres. Mientras tanto, un misterioso personaje llamado Pandora aparece en escena. Entonces el grupo de amigos tendrá que reformarse una vez más para restablecer el orden.

### Tercera temporada
La historia continúa después de que los protagonistas hayan detenido a Pandora y hayan perdido todos sus recuerdos convirtiéndose en simples jugadores. Jin y sus compañeros reciben a Nados de otra dimensión que los ayudará a recordar quiénes son realmente. Mientras tanto, una nueva amenaza trama en la oscuridad para apoderarse del mundo.

### Quinta temporada
Para investigar su experiencia de vida, Ye Xingyun, un giroscopio genio, fue a la misteriosa Academia de Huracanes y conoció a sus nuevos amigos Gu Yan, Yi Wenxuan y Lin. Xiaoxi se unió para participar en la competencia anual de giroscopios de huracanes, y descubrió inadvertidamente un gran secreto no solo relacionado con la experiencia de vida de Ye Xingyun, sino también relacionado con la desaparición del elemento energético más fuerte del mundo. Ye Xingyun y sus socios estudiaron cuidadosamente el conocimiento de las batallas giroscópicas en la academia, formaron una profunda amistad en las competencias y se embarcaron en un viaje de aventura al dominio mágico acompañados de sus socios.

## Personajes

### Personajes principales
- Li Xu Qiao como Jin
- Liu Xiao Cui como Dawn
- Liu Hong Yun como Cecilia
- Shen Ke  como David

## Lista de episodios

### Primera temporada
| — |

### Segunda temporada
| — |

### Tercera temporada
| N. (serie) | N. (temp.) | Título                                                                       | Estreno Original        | Estreno en Latinoamérica |
| ---------- | ---------- | ---------------------------------------------------------------------------- | ----------------------- | ------------------------ |
| 93         | 1          | «El Nado despierta» «Awakened Nado»                                          | 3 de septiembre de 2015 | 11 de diciembre de 2019  |
| 94         | 2          | «Reunión de amigos» «Reunion of Friends»                                     | 2015                    | 18 de diciembre de 2019  |
| 95         | 3          | «Crisis Nado» «Nado Crisis»                                                  | 2015                    | 25 de diciembre de 2019  |
| 96         | 4          | «Dodd el ladrón misterioso» «Mysterious Thief Dodd»                          | 2015                    | 15 de enero de 2020      |
| 97         | 5          | «Prueba táctica» «Tacit Understanding Test»                                  | 2015                    | 22 de enero de 2020      |
| 98         | 6          | «La familia King» «The King Family»                                          | 2015                    | 29 de enero de 2020      |
| 99         | 7          | «Peleando en el Cable» «Fighting on the Highwire»                            | 2015                    | 5 de febrero de 2020     |
| 100        | 8          | «Concurso ultra acelerado» «Ultra Accelerating Contest»                      | 2015                    | 12 de febrero de 2020    |
| 101        | 9          | «Primera pelea con Flare Star» «First Battle with Flare Star»                | 2015                    | 19 de febrero de 2020    |
| 102        | 10         | «Batalla por un dirigible» «Fight for Airship»                               | 2015                    | 26 de febrero de 2020    |
| 103        | 11         | «La unión entre hermano y hermana» «Union of Brother and Sister»             | 2015                    | 4 de marzo de 2020       |
| 104        | 12         | «Batalla causada por comida» «Battle Caused by Cooking»                      | 2015                    | 11 de marzo de 2020      |
| 105        | 13         | «Divisón entre hermano y hermana» «Split Between Brother and Sister»         | 2015                    | 18 de marzo de 2020      |
| 106        | 14         | «Trono de tres» «Siege of Train»                                             | 2015                    | 25 de marzo de 2020      |
| 107        | 15         | «La rapsodia mágica del payaso» «The Clown's Magic Rhapsody»                 | 2015                    | 1 de abril de 2020       |
| 108        | 16         | «Poder antiguo» «Ancient Power»                                              | 2015                    | 8 de abril de 2020       |
| 109        | 17         | «Contra-Ataque de Dodd» «Counterattack of Dodd»                              | 2015                    | 15 de abril de 2020      |
| 110        | 18         | «Combinación de sabiduría» «Combination of Wisdom»                           | 2015                    | 22 de abril de 2020      |
| 111        | 19         | «La aterradora batalla de Nado» «The Scary Nado Battle»                      | 2015                    | 29 de abril de 2020      |
| 112        | 20         | «Melodía vacilante» «Unsteady Melody»                                        | 2015                    | 6 de mayo de 2020        |
| 113        | 21         | «Cicatrices ocultas» «Hidden Scars»                                          | 2015                    | 13 de mayo de 2020       |
| 114        | 22         | «Aventura en la Torre Tobin» «Adventurer in Tobin Tower»                     | 2015                    | 20 de mayo de 2020       |
| 115        | 23         | «Reunión de viejos amigos» «Reunion of Old Friends»                          | 2015                    | 27 de mayo de 2020       |
| 116        | 24         | «Un Nado solitario» «A Lone Nado»                                            | 2015                    | 3 de junio de 2020       |
| 117        | 25         | «Dominador de la oscuridad» «Dominator of Darkness»                          | 2015                    | 10 de junio de 2020      |
| 118        | 26         | «La verdad a través del tiempo» «The Truth Across Time»                      | 2015                    | 17 de junio de 2020      |
| 119        | 27         | «La verdadera identidad de Dodd» «The Real Identity of Dodd»                 | 2015                    | 24 de junio de 2020      |
| 120        | 28         | «Retorno al pasado» «Return to the Past»                                     | 2015                    | 1 de julio de 2020       |
| 121        | 29         | «La emergencia de el Nado Flare Star» «The Emergence of Flare Star Nado»     | 2015                    | 8 de julio de 2020       |
| 122        | 30         | «El conflicto entre Jett y Mach» «The Conflict Between Jett and Mach»        | 2015                    | 15 de julio de 2020      |
| 123        | 31         | «Batalla por el futuro» «Fight for the Future»                               | 2015                    | 22 de julio de 2020      |
| 124        | 32         | «La desaparición de Jin» «Disappearance of Jin»                              | 2015                    | 29 de julio de 2020      |
| 125        | 33         | «Salto a otra dimensión» «Break into Another Dimension»                      | 2015                    | 5 de agosto de 2020      |
| 126        | 34         | «Perdido en el parque de diversiones» «Lost in Amusement Park»               | 2015                    | 12 de agosto de 2020     |
| 127        | 35         | «La batalla de meteoritos» «The Battle of Meteorites»                        | 2015                    | 19 de agosto de 2020     |
| 128        | 36         | «La batalla de los planetas mecánicos» «The Battle of Mechanical Planets»    | 2015                    | 26 de agosto de 2020     |
| 129        | 37         | «La batalla de agua espacial» «The Battle of Water Space»                    | 2015                    | 2 de septiembre de 2020  |
| 130        | 38         | «La batalla de fuego espacial» «The Battle of Fire Space»                    | 2015                    | 9 de septiembre de 2020  |
| 131        | 39         | «La batalla final en otra dimensión» «The Final Battle in Another Dimension» | 2015                    | 16 de septiembre de 2020 |
| 132        | 40         | «Un nuevo viaje» «New Journey»                                               | 12 de octubre de 2015   | 23 de septiembre de 2020 |

### Cuarta temporada
| — |

### Quinta temporada
| N. (serie) | N. (temp.) | Título                                                       | Estreno Original         | Estreno en Latinoamérica |
| ---------- | ---------- | ------------------------------------------------------------ | ------------------------ | ------------------------ |
| ??         | 1          | «Ingreso excepcional» «Special Admission»                    | 14 de septiembre de 2018 | 27 de noviembre de 2021  |
| ??         | 2          | «Quiero que seamos amigos» «I Want to be Friends»            | 2018                     | 27 de noviembre de 2021  |
| ??         | 3          | «Abriendo la habitación secreta» «Unlocking the Secret Room» | 2018                     | 27 de noviembre de 2021  |
| ??         | 4          | «El trompo giratorio del profesor» «Teacher's Spinnig Top»   | 2018                     | 27 de noviembre de 2021  |